# Campeonato Paranaense de Futebol de 2021
O Campeonato Paranaense de Futebol de 2021 foi a 107ª edição do Campeonato Paranaense de Futebol, a principal divisão do futebol paranaense que é organizada e realizada pela Federação Paranaense de Futebol (FPF).
No dia 27 de novembro de 2020, a FPF convocou os 12 clubes participantes do certame para a Reunião do Conselho Arbitral do Campeonato Paranaense de Futebol Profissional da 1ª Divisão – Temporada 2021. Nesta reunião, que efetivou-se em 10 de dezembro de 2020, foram definidas decisões no âmbito administrativo e esportivo. Entre as principais deliberações estavam a fórmula de disputa e a definição do início e término do campeonato marcados para os dias 28 de fevereiro e 23 de maio. Ressalta-se que a articulação dessas datas refletiram as condições impostas pela Pandemia de COVID-19, que obrigou confederações e federações a reorganizar os calendários a partir do segundo semestre do ano de 2020.

## Regulamento
O Campeonato Paranaense de Futebol de 2021, será disputado em duas fases (Primeiro Fase e Finais) com início em 28 de fevereiro, e término no dia 13 de outubro.
Primeira Fase
Na Primeira Fase do campeonato as 12 equipes se enfrentam em turno único, de 11 rodadas, classificando-se para a próxima etapa em mata-mata, os 8 melhores posicionados, já os 2 últimos estarão rebaixados para a Segunda Divisão de 2022;
Critérios de Desempate da Fase Classificatória
1. Número de vitórias;
2. saldo de gols;
3. número de gols a favor;
4. menor número de cartões vermelhos;
5. menor número de cartões amarelos;
6. sorteio.

Quartas de Final
Nas Quartas de Final, os 8 classificados se enfrentam em play-off eliminatório de duas partidas, com os confrontos definidos pela posição de cada clube na fase anterior (1º x 8º, 2º x 7º, 3º x 6º, 4º x 5º). Os critérios de desempate são a pontuação, depois o saldo de gols, e persistindo a igualdade nos dois jogos, a decisão será nas penalidades, sendo que a equipe de melhor campanha na Primeira Fase, tem a vantagem de decidir a vaga em casa. Classificam-se para a Semifinal as quatro equipes vencedoras de cada chave.
Semifinal
Na Semifinal, os 4 classificados se enfrentam em play-off eliminatório de duas partidas. Os critérios de desempate são a pontuação, depois o saldo de gols, e persistindo a igualdade nos dois jogos, a decisão será nas penalidades, sendo que a equipe de melhor campanha na Primeira Fase, tem a vantagem de decidir a vaga em casa. Classificam-se para a Final as duas equipes vencedoras de cada chave.
Final
Na grande final, os dois times vencedores, se enfrentam duas partidas para definir o campeão da edição. Os critérios de desempate são a pontuação, depois o saldo de gols, e persistindo a igualdade nos dois jogos, a decisão será nas penalidades, sendo que a equipe de melhor campanha na Primeira Fase, tem a vantagem de decidir a vaga em casa. O ganhador da disputa garante o troféu da 107ª edição do Campeonato Paranaense de Futebol.

## Participantes
| Clube | Cidade       | Em 2020         | Estádio           | Capacidade | Títulos             | Participação |
| --- | ------------ | --------------- | ----------------- | ---------- | ------------------- | ------------ |
| Athletico-PR | Curitiba     | 1º Lugar        | Arena da Baixada  | 42.372     | 26 (último em 2020) | 87           |
| Azuriz | Pato Branco  | 1º (2ª Divisão) | Pioneiros         | 1.500      | 0 (não possui)      | Estreante    |
| Cascavel CR | Cascavel     | 9º lugar        | Olímpico Regional | 28.125     | 0 (não possui)      | 09           |
| Cianorte | Cianorte     | 4º Lugar        | Albino Turbay     | 3.000      | 0 (não possui)      | 16           |
| Coritiba | Curitiba     | 2º Lugar        | Couto Pereira     | 40.512     | 38 (último em 2017) | 97           |
| FC Cascavel | Cascavel     | 3º Lugar        | Olímpico Regional | 28.125     | 0 (não possui)      | 07           |
| Londrina | Londrina     | 6º Lugar        | Estádio do Café   | 30.000     | 5 (último em 2021)  | 47           |
| Maringá | Maringá      | 2º (2ª Divisão) | Willie Davids     | 16.000     | 0 (não possui)      | 06           |
| Operário | Ponta Grossa | 5º lugar        | Germano Krüger    | 10.632     | 1 (último em 2015)  | 49           |
| Paraná Clube | Curitiba     | 8º Lugar        | Vila Capanema     | 20.083     | 7 (último em 2006)  | 28           |
| Rio Branco | Paranaguá    | 7º Lugar        | Estradinha        | 4.500      | 0 (não possui)      | 52           |
| Toledo | Toledo       | 10º Lugar       | 14 de Dezembro    | 15.280     | 0 (não possui)      | 12           |
| Curitiba Azuriz Curitiba Athletico Coritiba Paraná Cascavel CR FC Cascavel Cianorte Londrina Maringá Operário Rio Branco ToledoLocalização das equipes participantes. |              |                 |                   |            |                     |              |

## Direitos de transmissão
A DAZN, serviço de streaming voltado a transmissões esportivas foi a detentora dos direitos de transmissão do Campeonato  Paranaense de 2020. No entanto, para a edição de 2021 a emissora não realizou oferta para transmitir o Estadual junto a Federação Paranaense de Futebol .
Posteriormente, a Rede Massa, afiliada do SBT no Paraná, fechou contrato de R$ 5 milhões para ter o direito de transmissão do campeonato; valor será dividido pelos 12 clubes participantes .

## Primeira Fase

### Classificação
aO FC Cascavel foi punido com a perda de 6 pontos pela escalação irregular de atleta amador na 1ª rodada.

bO Cascavel CR foi punido com a exclusão do Campeonato Paranaense 2021 pela falsificação dos exames de Covid-19 no duelo contra o Athletico, no dia 30 de abril. Com isso, o clube está excluído da sequência do Campeonato e rebaixado para a terceira divisão do estadual de 2023. Para evitar prejudicar os demais participantes e interferir na classificação, foi concedida uma liminar para que a última rodada fosse disputada em campo, com a punição iniciando no dia 17 de maio.  

### Confrontos
Para ler a tabela, a linha horizontal representa os jogos da equipe como mandante. A coluna vertical indica os jogos da equipe como visitante.
| Vitória do mandante; Vitória do visitante; Empate. | Em negrito os jogos "clássicos". |

### Desempenho por rodada
Clubes que lideraram o campeonato ao final de cada rodada:
| Rodadas | Rodadas | Rodadas | Rodadas | Rodadas | Rodadas | Rodadas | Rodadas | Rodadas | Rodadas | Rodadas |
| ------- | ------- | ------- | ------- | ------- | ------- | ------- | ------- | ------- | ------- | ------- |
| 1       | 2       | 3       | 4       | 5       | 6       | 7       | 8       | 9       | 10      | 11      |
| CTB     | CTB     | CTB     | FCC     | FCC     | FCC     | OPF     | OPF     | OPF     | OPF     | OPF     |

Clubes que ficaram na última posição do campeonato ao final de cada rodada:
| Rodadas | Rodadas | Rodadas | Rodadas | Rodadas | Rodadas | Rodadas | Rodadas | Rodadas | Rodadas | Rodadas |
| ------- | ------- | ------- | ------- | ------- | ------- | ------- | ------- | ------- | ------- | ------- |
| 1       | 2       | 3       | 4       | 5       | 6       | 7       | 8       | 9       | 10      | 11      |
| ATP     | ATP     | ATP     | CCR     | CCR     | CCR     | CCR     | CCR     | CCR     | CCR     | CCR     |

## Segunda Fase

### Fase final
Em itálico, os times que possuem o mando de campo no primeiro jogo do confronto e em negrito os times classificados.
|  | Quartas de final         | Quartas de final         | Quartas de final         | Quartas de final         |       |             | Semifinais                   | Semifinais                   | Semifinais                   | Semifinais                   |  |                | Final                        | Final                        | Final                        | Final                        |  |  |
|  | 17 de maio a 16 de junho | 17 de maio a 16 de junho | 17 de maio a 16 de junho | 17 de maio a 16 de junho |       |             | 09 de junho a 08 de setembro | 09 de junho a 08 de setembro | 09 de junho a 08 de setembro | 09 de junho a 08 de setembro |  |                | 6 de outubro e 13 de outubro | 6 de outubro e 13 de outubro | 6 de outubro e 13 de outubro | 6 de outubro e 13 de outubro |  |  |
|  |                          |                          |                          |                          |       |             |                              |                              |                              |                              |  |                |                              |                              |                              |                              |  |  |
|  | Operário-PR (pen)        | 0                        | 1                        | 1 (4)                    |       |             |                              |                              |                              |                              |  |                |                              |                              |                              |                              |  |  |
|  | Azuriz                   | 1                        | 0                        | 1 (3)                    |       |             |                              |                              |                              |                              |  |                |                              |                              |                              |                              |  |  |
|  | Azuriz                   | 1                        | 0                        | 1 (3)                    |       | Operário-PR | 0                            | 1                            | 1                            |                              |  |                |                              |                              |                              |                              |  |  |
|  |                          |                          |                          |                          |       | Operário-PR | 0                            | 1                            | 1                            |                              |  |                |                              |                              |                              |                              |  |  |
|  |                          | Londrina                 | 1                        | 1                        | 2     |             |                              |                              |                              |                              |  |                |                              |                              |                              |                              |  |  |
|  | Cianorte                 | Londrina                 | 1                        | 1                        | 2     | 1           | 0                            | 1                            |                              |                              |  |                |                              |                              |                              |                              |  |  |
|  | Cianorte                 |                          |                          |                          |       | 1           | 0                            | 1                            |                              |                              |  |                |                              |                              |                              |                              |  |  |
|  | Londrina                 | 1                        | 3                        | 4                        |       |             |                              |                              |                              |                              |  |                |                              |                              |                              |                              |  |  |
|  | Londrina                 | 1                        | 3                        | 4                        |       |             |                              |                              |                              |                              |  | Londrina (pen) | 1                            | 1                            | 2 (6)                        |                              |  |  |
|  |                          |                          |                          |                          |       |             |                              |                              |                              |                              |  | Londrina (pen) | 1                            | 1                            | 2 (6)                        |                              |  |  |
|  |                          | FC Cascavel              | 1                        | 1                        | 2 (5) |             |                              |                              |                              |                              |  |                |                              |                              |                              |                              |  |  |
|  | FC Cascavel              | FC Cascavel              | 1                        | 1                        | 2 (5) | 2           | 1                            | 3                            |                              |                              |  |                |                              |                              |                              |                              |  |  |
|  | FC Cascavel              |                          |                          |                          |       | 2           | 1                            | 3                            |                              |                              |  |                |                              |                              |                              |                              |  |  |
|  | Maringá                  | 1                        | 1                        | 2                        |       |             |                              |                              |                              |                              |  |                |                              |                              |                              |                              |  |  |
|  | Maringá                  | 1                        | 1                        | 2                        |       | FC Cascavel | 1                            | 2                            | 3                            |                              |  |                |                              |                              |                              |                              |  |  |
|  |                          |                          |                          |                          |       | FC Cascavel | 1                            | 2                            | 3                            |                              |  |                |                              |                              |                              |                              |  |  |
|  |                          | Athletico Paranaense     | 1                        | 1                        | 2     |             |                              |                              |                              |                              |  |                |                              |                              |                              |                              |  |  |
|  | Athletico Paranaense     | Athletico Paranaense     | 1                        | 1                        | 2     | 2           | 0                            | 2                            |                              |                              |  |                |                              |                              |                              |                              |  |  |
|  | Athletico Paranaense     |                          |                          |                          |       | 2           | 0                            | 2                            |                              |                              |  |                |                              |                              |                              |                              |  |  |
|  | Paraná                   | 0                        | 0                        | 0                        |       |             |                              |                              |                              |                              |  |                |                              |                              |                              |                              |  |  |

### Final
Ida
| 6 de outubro  | Londrina          | 1 – 1 | FC Cascavel      | Estádio do Café, Londrina |
| 15:20 (UTC-3) | Victor Daniel 12' |       | 90+4' João Pedro |                           |

| Londrina | FC Cascavel |

Volta
| 13 de outubro | FC Cascavel       | 1 – 1 | Londrina          | Estádio Olímpico Regional Arnaldo Busatto, Cascavel |
| 15:20 (UTC-3) | William Gomes 49' |       | 70' Victor Daniel |                                                     |

|                                                                                              |       | Penalidades                                                  |  |
| João Pedro Willian Gomes Robinho Willian Simões Ricardo Ernesto Rogério Leichtweis Carlinhos | 5 − 6 | Celsinho Danilo Jean Henrique Felipe Salatiel Dalton Augusto |  |

| FC Cascavel | Londrina |

## Artilharia
Atualizado em 8 de setembro
| Gols | Jogador         | Equipe      |
| ---- | --------------- | ----------- |
| 7    | Rodrigo Bassani | Maringá     |
| 6    | Pachu           | Cianorte    |
| 6    | Robinho         | FC Cascavel |
| 5    | Léo Itaperuna   | FC Cascavel |
| 5    | Alisson Safira  | Londrina    |

## Premiação
| Campeonato Paranaense de Futebol de 2021 |
| Londrina                                 |
| ---------------------------------------- |
| Londrina Campeão (5° título)             |

| Vice-campeão | Terceiro colocado | Quarto colocado      |
| ------------ | ----------------- | -------------------- |
| FC Cascavel  | Operário-PR       | Athletico Paranaense |